# Theodor Kösser
Theodor Kösser (* 2. Januar 1854 in Nerchau; † 29. Juni 1929 in Leipzig) war ein Leipziger Architekt, der mit seinem Hauptwerk, dem von 1912 bis 1914 errichteten Bau der Mädlerpassage, den Höhepunkt der Messehausentwicklung vor dem Ersten Weltkrieg markierte.

## Wirken
Kösser studierte an der Technischen Hochschule Stuttgart und der Technischen Hochschule Dresden und arbeitete von 1881 bis 1885 als Bürochef im Atelier des Leipziger Architekten Arwed Roßbach. Er beteiligte sich dort an den Entwürfen Roßbachs für das Augusteum und für die Universitätsbibliothek. Bei dem 1894 ausgeschriebenen Wettbewerb für das Elberfelder Rathaus bekam der gemeinsame Entwurf von Roßbach und Kösser einen von zwei zweiten Preisen zuerkannt.

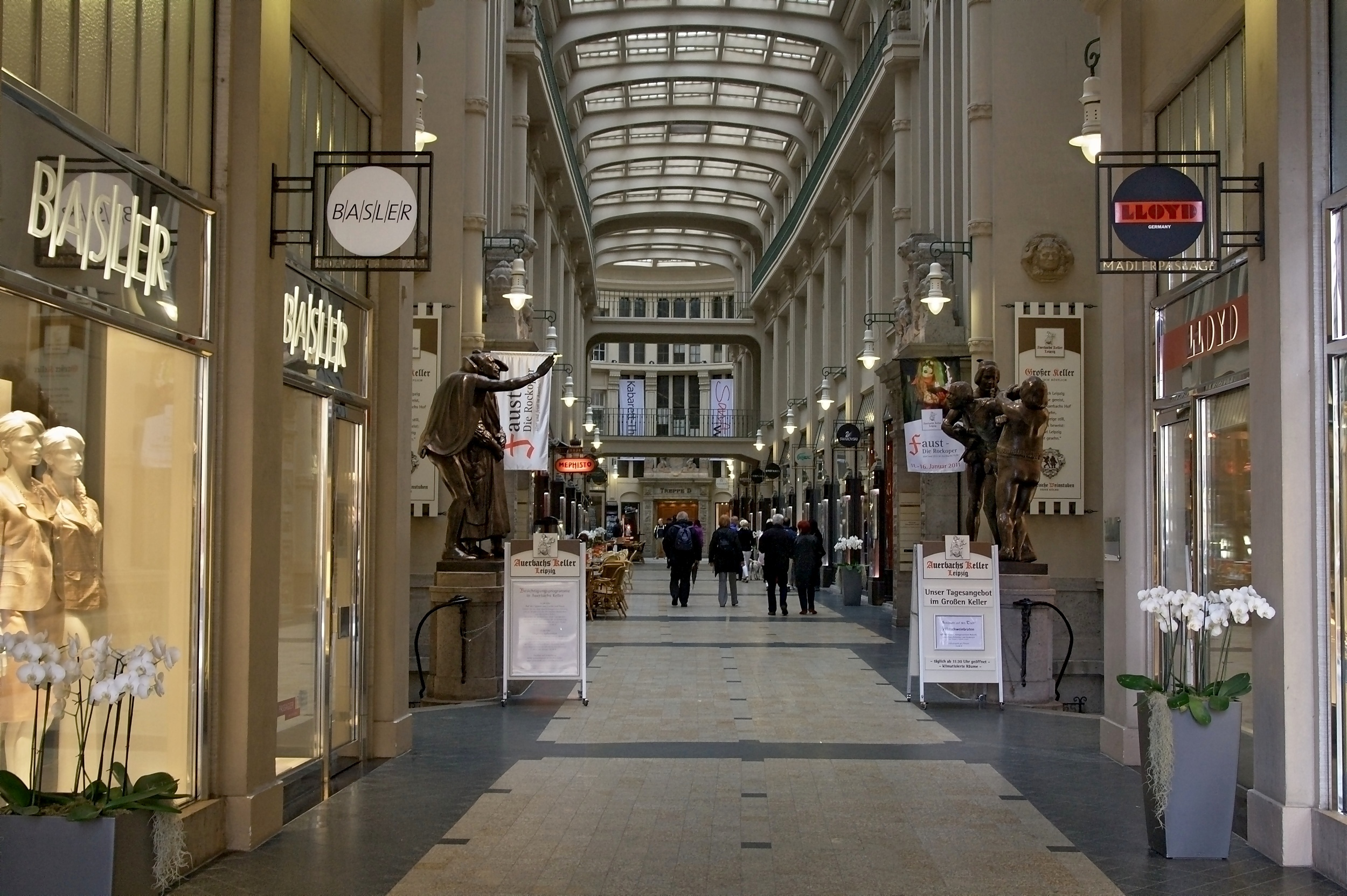
Die Mädlerpassage (2010)

1885 ließ sich Theodor Kösser als selbstständiger Architekt in Leipzig nieder. Er errang weitere Preise bei Wettbewerben, z. B. für die Rathaus-Neubauten in Stuttgart und Hannover, und baute in den Jahren 1902–1906 nach Skizzen Roßbachs das Landgericht Leipzig (heute Amtsgericht Leipzig). Durch den Bau der Mädlerpassage, die als eine der bedeutendsten erhaltenen deutschen Passagenbauten aus der Spätzeit dieses Bautyps gewertet wird, leistete er einen wichtigen Beitrag zur Leipziger Stadtentwicklung.
Kösser trug den Ehrentitel (Königlich Sächsischer) Baurat.

## Bauten und Entwürfe
Während seiner Zeit als Mitarbeiter bei Arwed Roßbach war Kösser an den Entwürfen für das Augusteum an der Goethestraße und die Universitätsbibliothek (Beethovenstraße 6) beteiligt.
- 1886: Geschäftshaus Berndt in Leipzig
- 1897: Umbau des Herrenhauses auf dem Kanzleilehngut Probstdeuben (heute Böhlen, Ortsteil Großdeuben)
- 1899: Villa Schomburgk in Leipzig-Connewitz, Prinz-Eugen-Straße 13
- 1901: Wohnhaus Kurt-Eisner-Straße 45 in Leipzig
- 1902–1906: Landgericht Leipzig, Bernhard-Göring-Straße 64 (heutiges Amtsgericht Leipzig; nach starken Kriegsschäden vereinfacht instand gesetzt; nach 1990 saniert unter Abriss des Gerichtsgefängnisses)
- um 1905: Pathologisches Institut der Universität Leipzig, Liebigstraße 26
- um 1905: Veterinärmedizinisches Institut der Universität Leipzig
- 1910–1911: Wohnanlage Selneckerstraße 4–18 in Leipzig-Connewitz (gemeinsam mit Hans Böhme)
- 1910–1911: Wohnhaus Fockestraße 5 in Leipzig
- 1911–1913: Genossenschaftliche Wohnanlagen Posadowskyanlagen (gewidmet Arthur von Posadowsky-Wehner, gemeinsam mit Sohn Fritz Kösser und mit Hans Böhme)[1]
- 1912–1913: Wohnhaus Ludolf-Colditz-Straße 42 in Leipzig
- 1912–1913: Verwaltungsgebäude des Gemeindeverbands für das Elektrizitätswerk Leipzig-Land (ab 1990 WESAG, später envia M) in Oetzsch (heute Markkleeberg-Mitte), Friedrich-Ebert-Straße 26 (gemeinsam mit seinem Sohn Fritz Kösser)
- 1912–1914: Mess- und Geschäftshaus Mädlerpassage in Leipzig
- 1926–1927: Pfarr- und Gemeindehaus der evangelisch-lutherischen Bethlehem-Kirchengemeinde in Leipzig, Kurt-Eisner-Straße 22 (gemeinsam mit seinem Sohn Fritz Kösser)

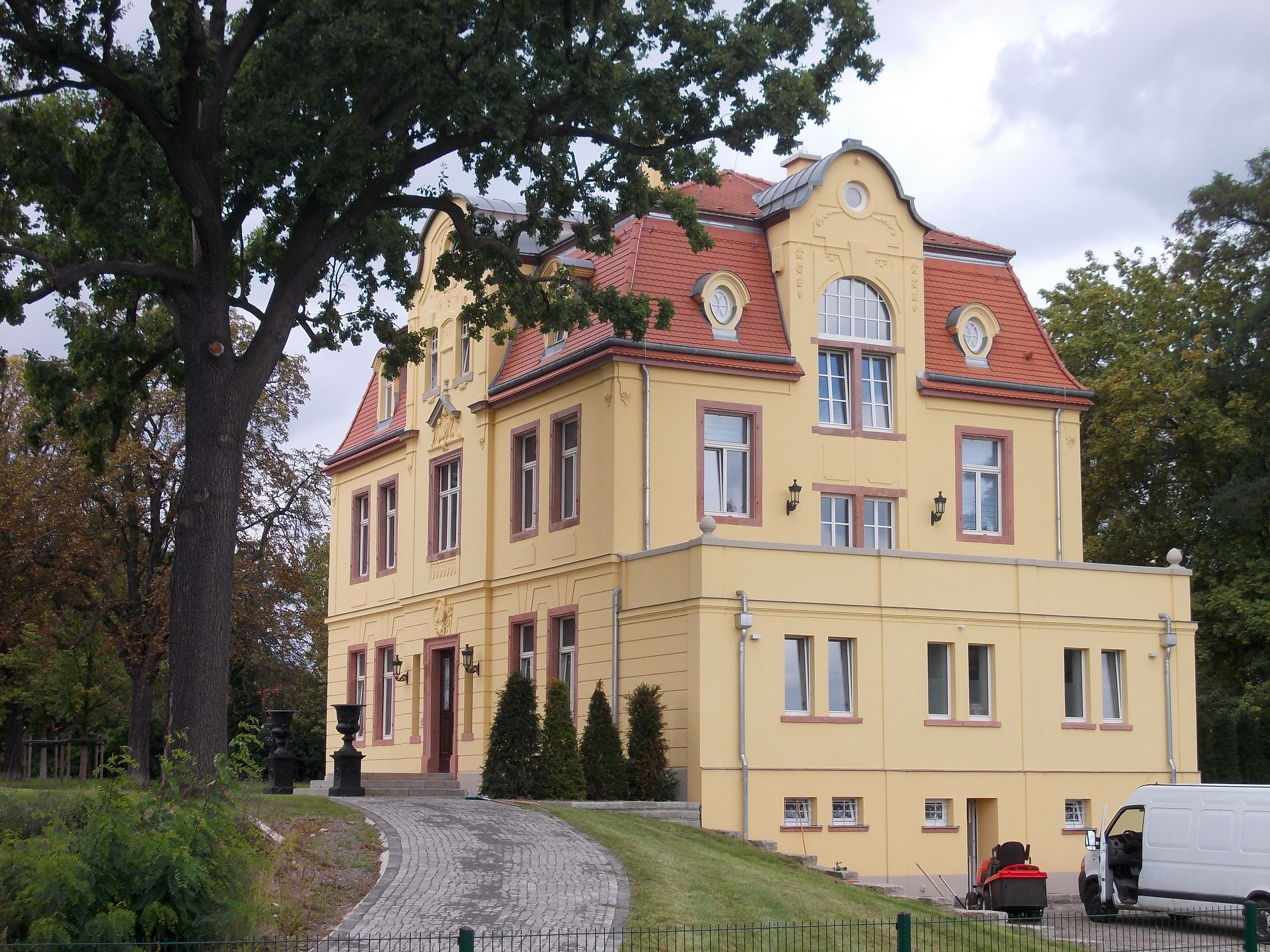
Herrenhaus des ehemaligen Guts Probstdeuben (2014)
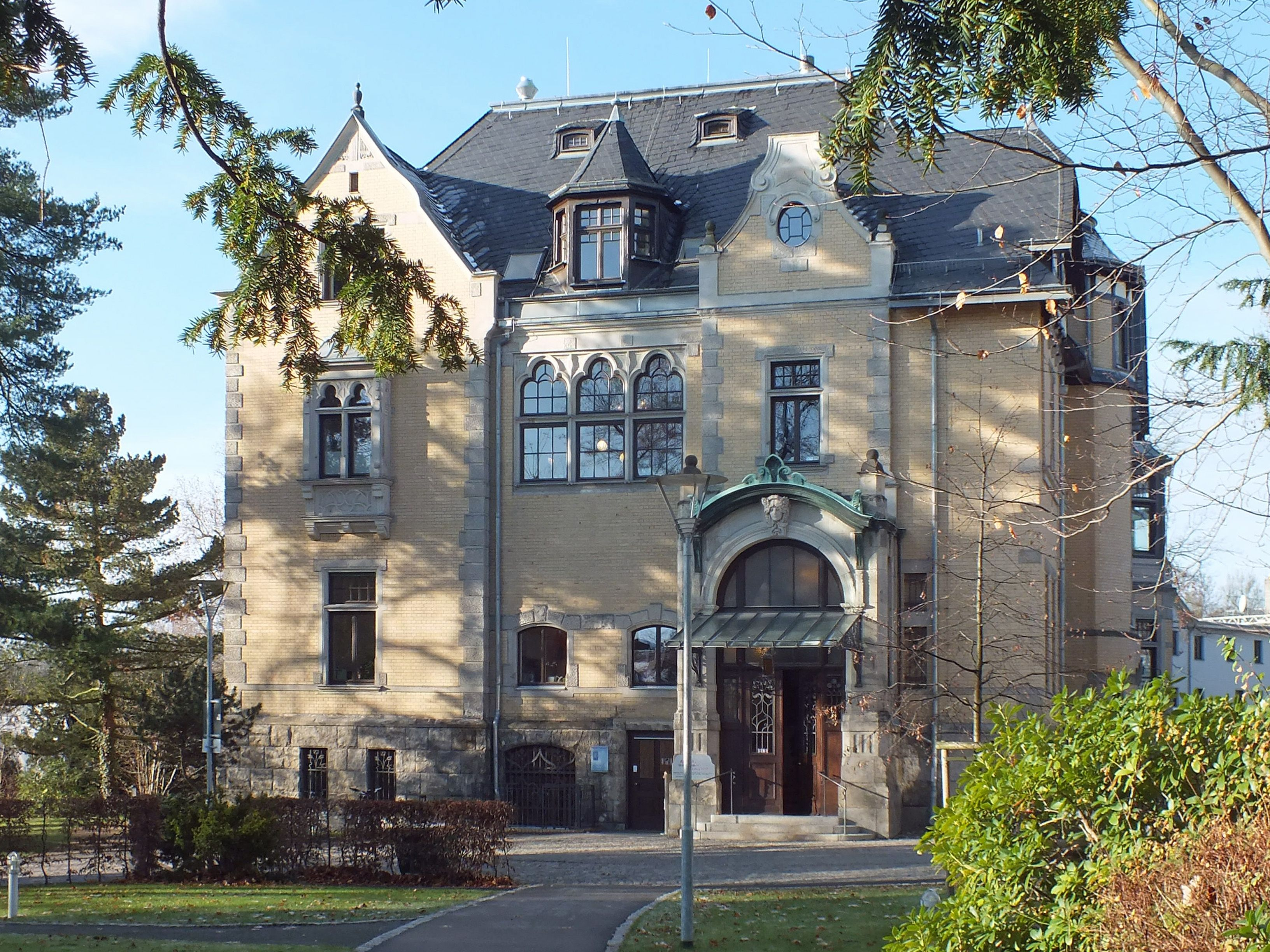
Villa Schomburgk, jetzt Reha Elisabeth-KKH (2015)
Landgericht (1908), jetzt Amtsgericht
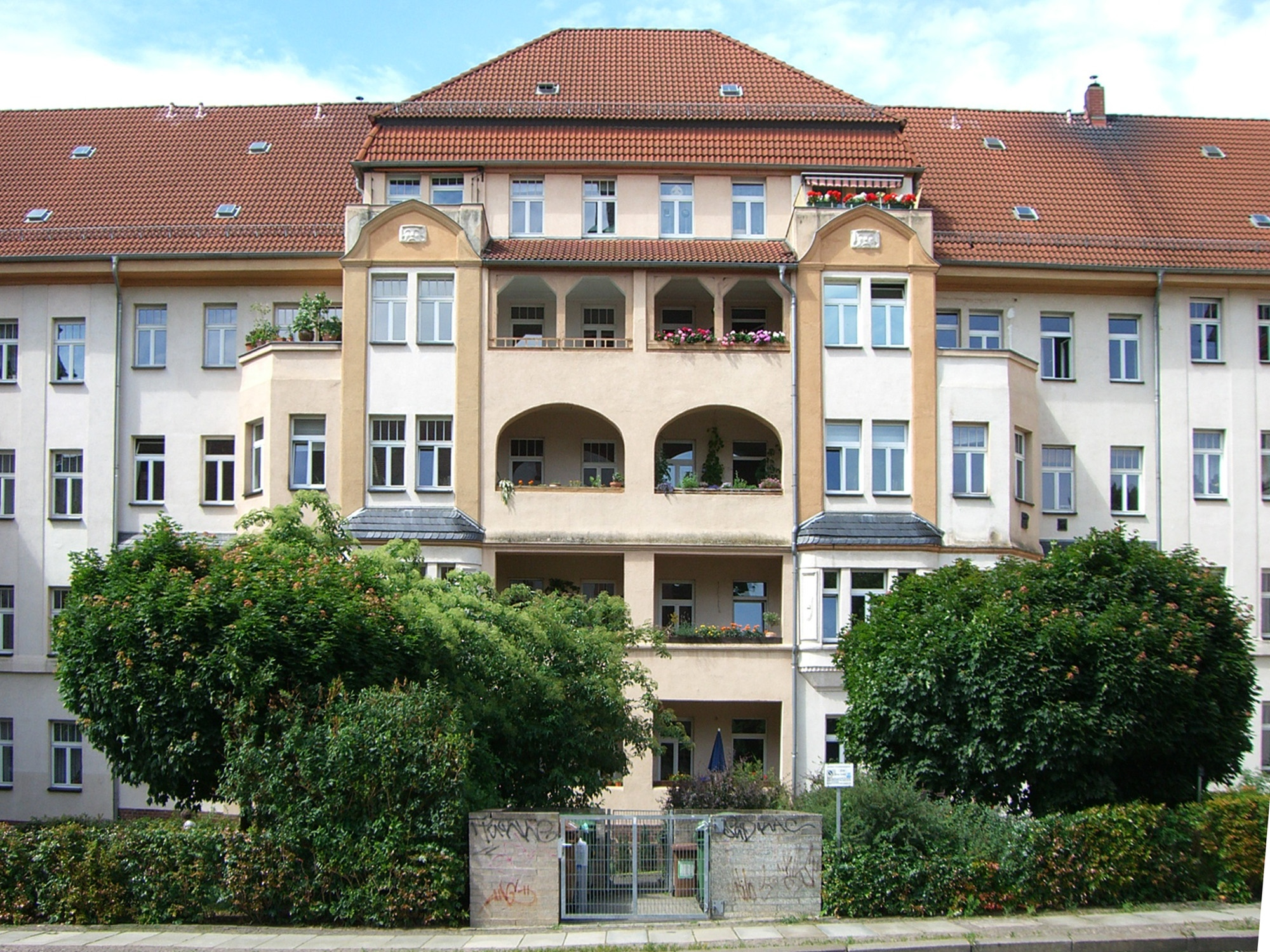
Teil der Wohnanlage Selneckerstraße (2014)
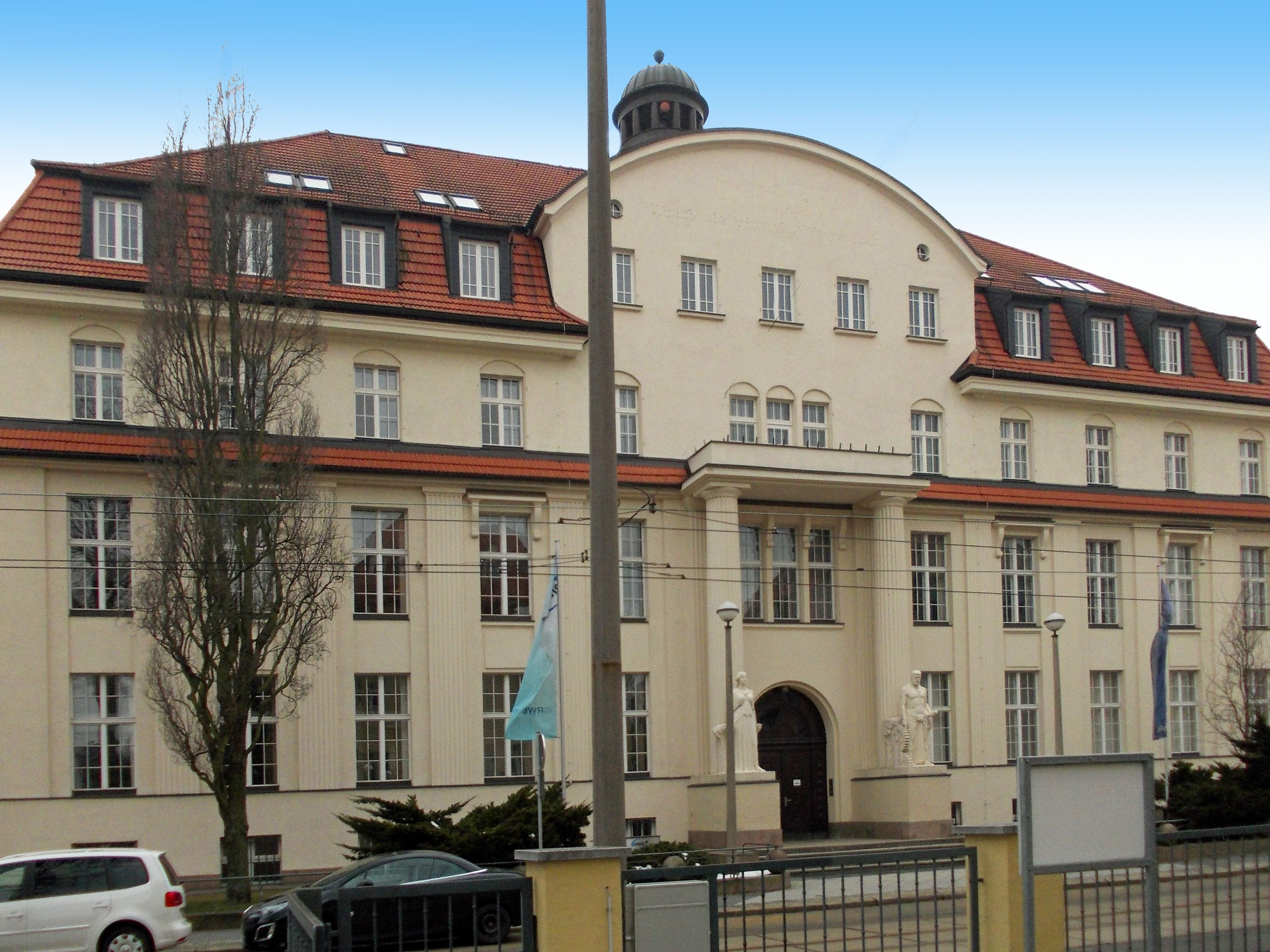
Verwaltungsgebäude envia M (2013)